# ウィレム・ファン・オラニエ＝ナッサウ (1833-1834)
ウィレム・ファン・オラニエ＝ナッサウ（Willem van Oranje-Nassau, 1833年7月6日 - 1834年11月1日）は、オランダの王族。オランダ王子フレデリックの長男。全名はウィレム・フレデリック・ニコラース・カレル（Willem Frederik Nicolaas Karel）。

## 生涯
ウィレムは1833年7月6日、フレデリックとその妃であったプロイセン王フリードリヒ・ヴィルヘルム3世の王女ルイーゼの間に第二子としてハーグで生まれた。しかし誕生からわずか1年あまりしか経っていない1834年11月1日にハーグで死去し、遺体は11月5日にデルフトの新教会に葬られた。